# Chlorothiazide
Le chlorothiazide, est  un médicament de type diurétique thiazidique.

## Usage médical
Le chlorothiazide est un diurétique thiazidique.
C'est un médicament utilisé pour traiter l'hypertension artérielle et les œdèmes. Il s’agit de l’une des nombreuses options de première intention pour l’hypertension artérielle. Il peut être utilisé en cas d’œdème dû à une insuffisance cardiaque, à un syndrome néphrotique ou à une grossesse. Le médicament  peut être pris par voie orale ou par injection intraveineuse.

## Effets secondaires
Les effets secondaires du chlorothiazide comprennent des nausées, des étourdissements, des maux de tête, une augmentation de la diurèse, une déshydratation, une bouche sèche, un faible taux de sodium, un faible taux de potassium ou un faible taux de magnésium. D’autres effets secondaires peuvent inclure des réactions allergiques, une goutte ou une pression artérielle basse. Bien que la sécurité de ce médicament ne soit pas claire, il a été utilisé comme traitement de deuxième intention pour contrôler la pression artérielle et les œdèmes pendant la grossesse,.

## Histoire
Le chlorothiazide a été breveté en 1956 et approuvé pour un usage médical en 1958. Il figure sur la liste des médicaments essentiels de l'Organisation mondiale de la santé (OMS) comme alternative à l'hydrochlorothiazide. Il est disponible sous forme de médicament générique. Aux États-Unis, 90 comprimés de 500 mg coûtent environ 14 dollars américains.